# Luigi Broglio
Luigi Broglio (Mestre, 1911. november 11. – Róma, 2001. január 14.) az olasz űrkutatás úttörője,  repüléstechnikai mérnök.

## Életpálya
1934-ben Rómában szerzett repüléstechnikai mérnöki diplomát. 1937-től előbb tartalékos tüzértiszt, majd második világháborúban az olasz légierő főhadnagya. Legfőbb feladata a repülőgépek hajtóműveinek fejlesztése. A háború után maradt a légierőnél. Az University of Róma  oktatója, vendégelőadó Spanyolországban és az Amerikai Egyesült Államokban. Olaszországban 1952-ben létrehozott egy szuperszonikus szélcsatorna (Mach 4) laboratóriumot.
1956-tól Szardínia keleti partján létrehozott egy kis rakéta kísérleti telepet. Rakéta kísérleteik során meteorológiai szolgálatot végeztek (felhőképzés, jégeső csökkentés).
1961-től együttműködve a NASA mérnökeivel megépítették, Kenya partjainál telepítették a San Marco-indítóbázist. Az első műholdat, a San Marco–1-et 1964. december 15-én indították.

## Szakmai sikerek
- tiszteletére az 18542-es aszteroidát róla nevezték  el
- a Kenyai Űrkutatási Központot róla nevezték el